# ایندیا (ترانه اینا)
ایندیا (به انگلیسی: Inndia) تک‌آهنگی از هنرمند اهل رومانی اینا که در سال ۲۰۱۲ میلادی منتشر شد.